# 基因電轉移
基因電轉移（Gene electrotransfer），是一種多功能的生物技術，它可以使基因組轉移並插入至原核生物或真核生物細胞內。其技術原理是建立在物理方法－電穿孔上，當對細胞外加短暫強烈的電壓，可以短暫的增加其細胞膜的通透性，因此，可以在這段期間內可以將平常無法進入細胞內的大分子轉移至細胞內。例如：質體DNA、SiRNA等等。
基因電轉移此技術第一次被使用時為1980年代，之後因為其容易應用及高效率而現在成為基因轉殖的常規方法之一。它可以將外來基因轉移插入至細菌、酵母菌、植物及動物細胞內，被在實驗室中培養，除此之外，它也可以將基因轉殖插入不同的組織中，像是肌肉、皮膚、肝臟及腫瘤細胞內。

## 物理原理
基本原理為膜電位差的應用，當外加足夠強度的電壓於細胞時，會使反式膜電位的差異增加，而使細胞膜不穩定，此時細胞膜的通透性也增加，而使平時不能通透的分子進入細胞。雖然目前基因電轉移的機制尚未完全了解，但它已經證明了DNA的轉染只發生在細胞膜與陰極連結時，並需要額外的其他步驟才能發生，分別為：DNA電泳至細胞、DNA插入細胞膜、細胞膜上易位進入細胞內、DNA轉移至細胞核、DNA轉移至細胞核內及最後的基因表現。現在已發現有許多因素會影響基因電轉移的效率，像是：溫度、外來電壓的參數、DNA的濃度、使用的電穿孔緩衝溶液的種類、細胞的大小、細胞在體內表現轉殖基因的能力.、基因在細胞外基質擴散的能力、目標組織的性質即目標組織的導電性。這些因素都十份的重要。

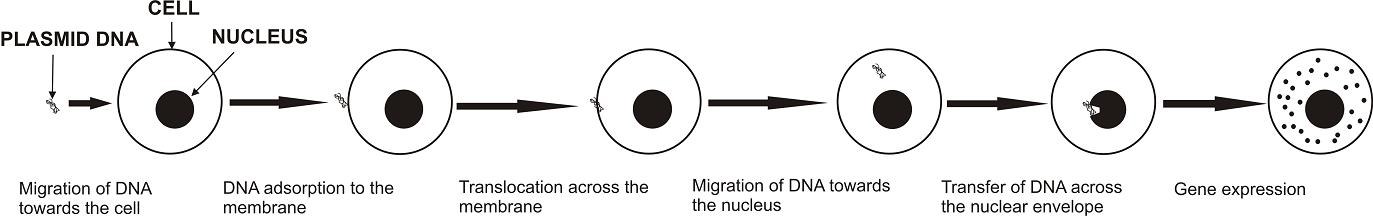
Gene electrotransfer

## 生物技術的應用
目前為止，在生物技術的和醫藥的需求上，細菌的細胞轉型是最容易製造大量我們所需要的特定蛋白質。基因電轉移是非常容易、快速、高效率的生物技術，因此它的方便性使之取代了其他細胞轉型的過程。

## 醫藥的應用
在醫藥方面的應用上，此技術第一次被使用時為將通透性差的抗癌藥物轉殖入腫瘤中，之後因為它的低價格、容易操作、和安全性，除之之外，因為在DNA轉殖上病毒載體也具有其限制性，像是它的免疫性和致病性，此技術的應用才開始使人們感興趣。
在1991，有了第一次體內的基因電轉移技術的應用，而現今已具有許多臨床的基因電轉的研究。其應用方法是將多種類的治療基因轉入至細胞內，以作為某些疾病的潛在治療，像是：免疫系統疾病、代謝疾病、基因疾病、腫瘤及心血管疾病等等。
同時第一階段的基因電轉移的轉移性黑色素瘤患者的臨床試驗已經被研究出來。電穿孔所傳遞白細胞介素也已經進行了安全性、耐受性和療效的監測。而研究結果指出，與pIL-12有關的基因電轉移是安全且耐受性良好的。此外，在部分或完整的遠端非治療轉移觀察到的反映，表明系統化處理的效果。基於這些研究結果，他們已經準備要進行第二階段的臨床研究。目前基因電轉移仍在進行一些臨床的研究，安全性、耐受性和對DNA疫苗的免疫效果，以及對於電磁脈衝給藥的監測。
雖然方法不夠系統化，但嚴格地說，他仍是最有效的非病毒基因傳遞策略。